# Bobtrailliet
Het mineraal bobtrailliet is een gehydrateerd cyclosilicaat met de chemische formule Na15Sr12Zr14Si42B6O138(OH)6 · 12H2O.

## Eigenschappen
Het grijze, bleekgroene of bruine bobtrailliet is een zeer complex mineraal dat de zeldzame elementen strontium, zirkonium en boor bevat. Het is onlangs ontdekt en er is nog weinig over bekend. Het heeft een hexagonaal kristalstelsel en is doorschijnend. Het mineraal is niet radioactief.

## Naamgeving
Bobtrailliet is genoemd naar de Canadese mineraloog Robert (Bob) James Trail (geboren 1921) vanwege zijn grote bijdrage aan de mineralogie.

## Voorkomen
De complexe structuur en de zeldzame elementen geeft aan dat het mineraal wordt gevormd in het laatste deel van een smelt, in zogenaamde pegmatieten. De typelocatie van bobtrailliet is Mont Saint-Hilaire, VS.